# Sustinente
Sustinente là một đô thị tại tỉnh Mantova trong vùng Lombardia của Italia, có vị trí cách khoảng 140 km về phía đông nam của Milano và khoảng 11 km về phía đông nam của Mantova. Tại thời điểm ngày 31 tháng 12 năm 2004, đô thị này có dân số 2.286 người và diện tích là 26,3 km².
Đô thị Sustinente có các frazioni (các đơn vị trực thuộc, chủ yếu là các làng) Cà Vecchia, Sacchetta, Bastia, và Caselle di Poletto.
Sustinente giáp các đô thị: Bagnolo San Vito, Gazzo Veronese, Quingentole, Quistello, Roncoferraro, San Benedetto Po, Serravalle a Po, Villimpenta.